# Футболист (газета, Санкт-Петербург)
Футболи́ст (рус. дореф. Футболистъ) — еженедельная спортивная газета, выходившая в Санкт-Петербурге (с 1914 — Петроград) в 1913—1914 годах. Имела подзаголовок «Еженедельная газета всех видов спорта». Объём — 4 страницы. Первый номер вышел 25 августа 1913 года, последний 18 октября 1914 года; всего вышло 46 номеров. Для №№ 1 — 21 редактором газеты был В. В. Буянов, издателем — К. С. Пинес; с № 21 редактором-издателем выступал Р. Л. Голдарбейтер (или Голдар-Бейтер). №№ 29 и 32 в 1914 году имели «Экстренное прибавление», номер от 9 июля 1914 года был экстренным выпуском «Лаун-теннис». С 1915 года издание продолжилось под названием «Спортивная неделя».